# おまえをオタクにしてやるから、俺をリア充にしてくれ!
『おまえをオタクにしてやるから、俺をリア充にしてくれ！』（おまえをオタクにしてやるから おれをリアじゅうにしてくれ）は、村上凛による日本のライトノベル。イラストはあなぽんが担当している。略称は「オタリア」。第2回ネクスト ファンタジア大賞金賞受賞作（受賞時のタイトルは『スイーツガールはご機嫌ななめ。』）。富士見ファンタジア文庫（富士見書房→KADOKAWA）より2011年7月から2016年8月まで刊行された。
メディアミックス展開もされ、月刊コミックアライブ（メディアファクトリー→KADOKAWA）にて葵季むつみによるコミカライズが2012年6月号から2015年9月号まで連載されたほか、2013年10月と2014年10月にそれぞれドラマCDが発売された。
本作は、著者の村上凛が会社員時代に執筆したもので、友人に「ライトノベルを書いてみたらどう？」と勧められたのがきっかけだったと、第10巻のあとがきで明かしている。

## あらすじ
柏田直輝は高校生活の初日、登校中の路上で偶然見かけた、幼児に優しく接する名も知らぬ美少女に心を奪われた。直後、彼は、その美少女が同級生の長谷川翠だと知る。幸福な巡り合わせを噛みしめる一方、実は「隠れオタク」であり、同時に女子との交際経験も皆無の直輝は、長谷川への切ない片思いの念を抱き続けるだけだった。
そんな中、直輝はクラス内のもう一人の超絶美少女・恋ヶ崎桃から声をかけられる。校内ではビッチのギャルと噂され、化粧にもマメな桃を自然と敬遠していた直輝は、実はその桃が片思いのオタク美少年・鈴木爽太に接近するために、彼女自身もオタクになりたがっているという意外な事実を知る。
強気で横暴な桃に振り回されながらも、その桃と互いの恋愛を実らせるために協力しあう「協定」を結んだ直輝。彼はまったくオタク気のない桃をその筋に教育する一方、自分自身が長谷川と両想いのリア充になれるよう、今風のモテ男としての指南を桃から受けることになる。だがそんな二人の前には、いくつもの難関と思いもよらぬ事態が待ち受けていた。

## 登場人物
声はドラマCDのキャスト。

### 主要人物
柏田 直輝（かしわだ なおき）
声 - 島﨑信長
本作の主人公。藤見高校1年A組。アニメやゲームが好きなオタクにして、リア充を目指す少年である。顔は決して悪くはないものの、身だしなみの知識やファッションセンスに乏しい地味系の男子。
中学時代に好きな女子・及川に優しげにされるものの、実は自分をからかっていただけだという当人の発言をたまたま耳にして、ショックを受ける。同時にその及川から、オタクだからキモイという主旨の陰口を言われたため、積極的にオタク関連の話をしなくなった。この出来事がトラウマとなり、高校に入ってからは「隠れオタク」を心がけるようになっている。
高校入学初日に、子供に優しく接していた長谷川に一目惚れして以来、いつかその長谷川と付き合ってリア充になることを目標に掲げる。
軽い面もあるが、根はかなり真面目な性格。特に何かに打ち込んでいる人の情熱が不当に蔑まれることに対しては、強い反感を抱く。また恋愛に関しては、好きな相手に対しての心配りを学び、相手のことを考えて同時に自分も幸福になろうと志す、とてもまともな若者。だが経験則があまりに少ないため、しょっちゅう失敗を繰り返している。
同じクラスの恋ヶ崎桃のことは、いろいろな経緯を経て大事な異性の友人となる。そして積極的に彼女から男女交際のノウハウやファッションについてのアドバイスを受ける一方、彼女の恋を本気で応援している。なお、桃とはお互いに苗字で呼び合っている。
オタク活動のコスプレ費用やデートの予算などを稼ぐため、カラオケルームでバイトもしている。学校には電車通学。
恋ヶ崎 桃（こいがさき もも）
声 - 山本希望
本作のメインヒロイン。藤見高校1年A組。実家はかなりの金持ちらしく、豪邸に住むお嬢様。茶髪の巻髪で、ネイルなどの化粧にも気を使うギャル風の美少女。雑誌のトップモデル然とした、女子高校生としては最高級の容姿を誇る。そのため男性と活発に遊んでいるという噂を流されたりしてしまっているが、実は男子が苦手（直輝を除く）で上手く話せない、恋愛にも不器用な性格。
とあるきっかけから鈴木を異性として慕うようになったが、彼が真性のオタクだと知って困惑する。だが自分のなかに芽生えた気持ちに忠実であろうとして、オタクというものを理解しようと決意。それゆえ、隠れオタクという正体を偶然に認めた直輝に協力を求める。
性格は強気で横暴でややマイペース（ただし一般の男子は苦手）。しかし友情に厚く、恋愛に対しては非常に真面目な考え方をする少女。
いわゆるオタク属性はほぼ皆無。だが、一般層にも大人気の恋愛少女漫画「君に届いたら」を愛読しており、そこで得た感動を自分の今後の鈴木との関係の理想にと考えている。直輝はそういう面から、桃のこともある種のオタク（少女漫画オタク）だと見ている。
直輝にとって最も近いところにいる異性の友人。また桃にとっても直輝は思う事を遠慮なく話し合える唯一の男子であり、こまめに彼と長谷川とのデートプランなどに力添えしてやっている。ただし悪意はないままにあまりにも正直な言葉（ヘタレとかダサイとか、など）を投げかけることも多いので、直輝はしばしばへこまされている。
同性の友人は多く、一時期は別のクラスの友人・桜井小豆とともに、メイド喫茶でバイトもしていた（とはいえ客の大半を占める男子が苦手なため、桃の接客態度への店側の評価はあまり芳しくない模様だった）。体つきは華奢で小柄（身長は150cm弱）で貧乳。成績は総じて優秀だが、英語は少し苦手。
長谷川 翠（はせがわ みどり）
声 - 斎藤千和
本作のヒロイン。藤見高校1年生で、直輝と桃と同じクラス。子供に優しく、成績優秀（学年トップ）。自ら志願してやり手のないクラス委員を務める一方、どこか孤高な雰囲気の美少女。その理由の一端は、中学時代に体験したある哀しい記憶に関係している。それでも直輝、それに彼を応援する桃との関わりのなかで彼らに対して次第に心を開いていくが、物語が進むまで本心はなかなか見せなかった。また直輝をある面でぎょっとさせるなど、彼女自身の興味の対象のなかで、何か秘密がある模様であった。普段の髪型は、黒いロングヘアー。お笑いを観るのが趣味。
鈴木 爽太（すずき そうた）
声 - 岸尾だいすけ
藤見高校1年生。コスプレ愛好家で超オタクの美少年。同人活動にも積極的に参加している。クラスは直輝や桃とは別のB組。学内サークルは軽音部に所属し、音楽室で人気アニメ「けいおん部!!」のエンディングテーマをギターで弾いていたのを直輝が認めて話しかけたのがきっかけとなり、お互いに友達になる。
マイペースで飾らない気立てのいい男子で、見栄えのよいルックスもあって多くの女子から慕われている。ただし当人は周囲の女子にはほとんど無関心のようで、恋愛よりオタク趣味の方を優先している。桃のことは存在すらあまり意識していない。直輝のことは、数少ない自分の大事なオタク友達と考えており、「カッシー」と自らがつけた愛称で呼ぶ。直輝の方も鈴木に相応の好感と友情を抱いており、秋葉原や同人即売会、コスプレ会場などに共によく出かける。自らの私服に対しては特に気を使っているわけではなく、実姉が勝手に買って来るものを着用しているとの本人談。
桜井 小豆（さくらい あずき）
声 - 福圓美里
2巻より登場するサブヒロイン。直輝と桃の学友の藤見高校1年生で、コスプレ愛好家。クラスはD組。漫画研究部所属。可愛いが普段はやや地味めな印象だが、コスプレをすると目を瞠るような美少女に変貌する。オタク女子の友人を求めて漫研を訪れた桃の愛らしさを認めて、これはコスプレ栄えすると評価。すぐに互いの気心も理解しあって、桃とは互いに下の名前で呼び合う友人同士になった。
一方、中学時代のとある出来事を契機にオタクの男性が苦手であり、それゆえ直輝のことも当初は敬遠していた。だがある時、異性の友人・桃の窮地を救うために必死になり、同時にそんな自分（小豆）を信頼して応援を求めてきた直輝の姿に打たれて、彼に心を開く。なお直輝との初対面の時にはコスプレしており、弾みから水玉模様のパンツも見られてしまっている。
コスプレに関しては、独自の信念と哲学を持つ少女。メイド喫茶も興味の範疇であり、一時期は桃とともにバイトしていた。胸はかなり大きい。
8巻にて直輝に想いを打ち明け、彼の返事を得て晴れて恋人の関係になる。だが小豆は何か思うところがあるらしくクリスマスデートの最中に直輝の前から去ってしまい、物語は本筋の終盤部に雪崩れ込む。
なお本筋から離れたIFストーリーの『小豆エンド』では、桃、直輝、学友の優里亜とともにエンタメ部を創設した。(部長は小豆、副部長は直輝)。その部活動を通して、直輝に特別な想いを抱くようになる。そして初詣の折、直輝から想いを打ち明けられる。

### その他

#### 直輝と桃の家族
柏田 あかり（かしわだ あかり）
声 - 丹下桜
直輝の妹で中学1年生。ゲーム好きの腐女子。愛らしい容姿のポニーテール少女だが口が悪く、直輝に対してはすぐ手や足が出る。ただしその一方で、校内の女子（桃や長谷川たち）と付き合いだしたらしい兄の様子を認めて、何やら複雑な思いを抱いている模様。
10巻にて直輝に対して「同世代で心を許せるのは直輝だけ」と宣言。「直輝が私のことを一番分かってくれる」男子なのだと心中を明かしている。
直輝の母
直輝は「おかん」と呼ぶ。色気づきだした息子の様子を、何やら興味深く見守っている様子。名前は未詳。なにかジムに通っているらしい。
直輝の父
存在感の薄い父親。10巻でようやく少しだけ登場する。やはり本名は未詳。
桃の母
二十代後半にも見える、スタイルの良い美人。人柄の良さそうな女性で、なりゆきから桃が家に連れてきた直輝に関心を向ける。名前は未詳。
桃の父
本編終盤で本人は劇中に初登場。職業は不明だが、各地に支店がある企業の要職らしい。桃は敬愛する一方、過保護なパパだ、と直輝に人物評を以前に言っていた。本名はやはり未詳。劇中ではセリフも無いままだった。
なおコミカライズ版では、桃の客として自宅に来訪した直輝を相手に、印象的なやり取りを披露する。
恋ヶ崎 柚子（こいがさき ゆず）
5巻で初登場した桃の妹。5歳。以前には、幼い女の子ゆえの悪意のない悪戯で、桃のコスプレ衣装に大きな被害を与えた。直輝とは遊園地で初めて顔合わせ。当初は最近めっきり姉と仲良くなった彼に対し、自分の仲良しの姉を取った相手という意味で、幼い嫉妬を見せていた。だが直輝が桃を守る甲斐性を示したことで、一人の男性「スーパーかしわだマン」として見直し、一転、彼を自分の彼氏扱いする。
のちの本編の決着編（10巻ラスト）で、印象的な再登場を果たす。
恋ヶ崎 苺(こいがさき いちご)
14巻で初登場した桃の姉。コミカライズ版5巻の幕間のショートコミックで、小説よりもいち早く顔を見せた。

#### 藤見高校の関係者
桐谷 勇太（きりたに ゆうた）
直輝の同級生。席は直輝の後ろで、非オタクの男子。直輝の数少ない気のおけない友人だが、直輝は自分がオタクということや長谷川や桃との件は秘密にしている。成績はあまりよくない。彼女持ちらしい。
笹川 美樹（ささがわ みき）
高校1年生で、桃と翠と直輝と同じクラス。桃の友人で、友達思いの少女。雨宮に影響されて直輝が桃に一方的につきまとってると誤解するものの、のちに事実を認めて反省し、自分から直輝に謝罪した。また直輝が芦田から桃を守ったことも知って、桃の異性の友人として直輝のことも認める。
当人はクラスのムードメーカー的な存在。外見は、桃と同じくギャル風の女子。兄は元ヤンキーらしい。
雨宮 瑞希（あめみや みずき）
高校1年生で、桃と翠と直輝と同じクラス。桃の友人だが、地味系の男子が嫌い。それゆえ当初は、桃と会話をする機会が増えた直輝も半ば目の敵にした。同時に、直輝の方が嫌がる桃に対して付きまとっているのだと自分勝手に憶測。笹川を巻き込んで、直輝に、桃があんたを嫌がってると虚言を吹き込んで二人の仲を裂こうとした。のちに笹川に促されて、直輝に謝罪する。彼氏は同じクラスのB系男子・高城大祐。
芦田（あしだ）
直輝と桃の同級生の不良っぽい男子。桃に気があり、それゆえ彼女と話す機会の増えた直輝に反目。雨宮の影響もあって直輝をキモい男子と侮蔑するが、彼を友人と思う桃から怒りの言葉を受け、さらに彼女を庇った直輝の反撃を受ける。結果、直輝に殴るなどの暴力をふるうが、のちに笹川が講じたある計略によって、桃と直輝には不干渉の立場をとらざるを得なくなる。

#### 直輝の元学友
及川 絆（おいかわ きずな）
直輝の中学時代の学友で、彼が淡い恋心を抱いていた女子。優しく親しげに直輝に接していたが、同性の友人との会話で、キモいオタクを面白がってからかっていただけだと口にし、たまたまそれを耳にした直輝にトラウマを与えた。1巻冒頭での直輝の回想的な叙述に登場したのち、9巻の終盤で再登場する。

#### 直輝のバイト先の面々
加藤（かとう）
直輝のバイト先のカラオケ店の先輩バイト。要領のいい若者。直輝への態度は冷たい。本編後半での出番は少ない。
山本（やまもと）
同じくカラオケ店の先輩バイト。人柄のいい青年だが、シスコンと噂されている。のちにある主要人物との、意外な関係が明かされる。
渡辺 あや（わたなべ あや）
直輝のバイト仲間。別の高校在籍の、同学年の美少女。表向きは明るい気さくな印象だが、実は裏表のある娘。
直輝と当初そりがあわなかったが、のちにそれは直輝の出している雰囲気が原因だったと胸中を明かしている。彼女もまた、のちにある主要人物との意外な関係が語られる。

#### 同人界の関係者
ムラサキさん
声 - 原田ひとみ
本名は狭川紫（さがわゆかり）。3巻で初登場した、美人の同人作家。5巻での発言から、その時点で大学2年生らしい。
鈴木がお気に入りの大手サークルに所属し、その鈴木のために新刊同人誌を求め、さらにスケブを描いてもらいに来た桃のために便宜を図ってくれる。同時に、即売会のビギナー参加者である桃のことも気遣ってくれた優しい女性。
しかし直輝も半ば心を奪われるほどの小悪魔的な魅力を具えており、かなりきわどい内容の作品を手掛ける腐女子でもある（なお現実には異性関係は地味だが、あえて大人のスレッカラシぶっており、それゆえ志乃からは「エセビッチ」と陰で言われている）。
また物語後半、直輝の誕生日パーティーで、自身が書いた直輝と桃、小豆、紫がキャラクターとして登場している16禁の同人誌をプレゼントした。
同じ作者の『オレと彼女の萌えよペン』にも登場。主人公コンビのライバル格の、新世代漫画家の一人となる。
永瀬 志乃（ながせ しの）
ムラサキの後輩で同人仲間。いつもムラサキの同人販売の売り子を務めている。ムラサキの良いところもダメなところも理解した、よく出来た娘。ムラサキからは「志乃」と呼ばれている。髪は長く三つ編み。直輝や桃ともそれなりに仲がいい。
二階堂 杏奈（にかいどう あんな）
6巻で初登場。ムラサキの高校時代の先輩で、メイクに気をつかった、スタイル抜群のかなりの美人女子大生。同人作家でもあり、ムラサキにライバル意識を持っている。ただし根は善良で少しさびしがり屋であり、実はムラサキへのちょっと屈折した友情を秘めてもいる。桃の秘めた才能（物語の創作力）を、彼女の同人活動を通じて早くから気づいた一人でもあった。

## 既刊一覧

### 小説
- 村上凛（著）・あなぽん（イラスト）、富士見書房→KADOKAWA〈富士見ファンタジア文庫〉、全16巻
  - 『おまえをオタクにしてやるから、俺をリア充にしてくれ！』、2011年7月20日発売[7]、ISBN 978-4-8291-3664-5
  - 『おまえをオタクにしてやるから、俺をリア充にしてくれ！2』、2011年11月19日発売[8]、ISBN 978-4-8291-3707-9
  - 『おまえをオタクにしてやるから、俺をリア充にしてくれ！3』、2012年3月17日発売[9]、ISBN 978-4-8291-3746-8
  - 『おまえをオタクにしてやるから、俺をリア充にしてくれ！4』、2012年6月20日発売[10]、ISBN 978-4-8291-3775-8
  - 『おまえをオタクにしてやるから、俺をリア充にしてくれ！5』、2012年10月20日発売[11]、ISBN 978-4-8291-3817-5
  - 『おまえをオタクにしてやるから、俺をリア充にしてくれ！6』、2013年2月20日発売[12]、ISBN 978-4-8291-3864-9
  - 『おまえをオタクにしてやるから、俺をリア充にしてくれ！7』、2013年6月20日発売[13]、ISBN 978-4-8291-3904-2
  - 『おまえをオタクにしてやるから、俺をリア充にしてくれ！8』、2013年10月19日発売[14]、ISBN 978-4-0471-2922-1
  - 『おまえをオタクにしてやるから、俺をリア充にしてくれ！9』、2014年2月20日発売[15]、ISBN 978-4-0407-0040-3
  - 『おまえをオタクにしてやるから、俺をリア充にしてくれ！小豆エンド』、2014年7月19日発売[16]、ISBN 978-4-04-070230-8
  - 『おまえをオタクにしてやるから、俺をリア充にしてくれ！10』、2014年10月18日発売[17]、ISBN 978-4-0407-0152-3
  - 『おまえをオタクにしてやるから、俺をリア充にしてくれ！11 大学生編』、2015年2月20日発売[18]、ISBN 978-4-04-070476-0
  - 『おまえをオタクにしてやるから、俺をリア充にしてくれ！12 大学生編』、2015年7月18日発売[19]、ISBN 978-4-04-070477-7
  - 『おまえをオタクにしてやるから、俺をリア充にしてくれ！13 大学生編』、2015年11月20日発売[20]、ISBN 978-4-04-070738-9
  - 『おまえをオタクにしてやるから、俺をリア充にしてくれ！14 大学生編』、2016年3月19日発売[21]、ISBN 978-4-04-070739-6
  - 『おまえをオタクにしてやるから、俺をリア充にしてくれ！15 大学生編』、2016年8月20日発売[22]、ISBN 978-4-04-070999-4

### 漫画
- 村上凛（原作）・あなぽん（キャラクター原案）・葵季むつみ（作画） 『おまえをオタクにしてやるから、俺をリア充にしてくれ!』 メディアファクトリー→KADOKAWA〈MFコミックス アライブシリーズ〉、全7巻
  1. 2012年10月23日発売[23]、ISBN 978-4-8401-4738-5
  2. 2013年4月23日発売[24]、ISBN 978-4-8401-5048-4
  3. 2013年10月23日発売[25]、ISBN 978-4-8401-5337-9
  4. 2014年3月22日発売[26]、ISBN 978-4-04-066501-6
  5. 2014年10月23日発売[27]、ISBN 978-4-04-066873-4
  6. 2015年2月23日発売[28]、ISBN 978-4-04-067262-5
  7. 2015年8月22日発売[29]、ISBN 978-4-04-067573-2

## ドラマCD
とらのあなとツクルノモリから、2013年10月18日と2014年10月18日に、2回にわたって発売（販売）。
内容は、ともに村上凛の書き下ろしエピソードを完全シナリオ化したもの。キャストは以下の通り。
- 柏田直輝：島﨑信長[4]
- 恋ヶ崎桃：山本希望[4]
- 長谷川翠：斎藤千和[4]
- 桜井小豆：福圓美里[4]
- ムラサキ：原田ひとみ[4]
- 鈴木爽太：岸尾だいすけ[4]
- 柏田あかり：丹下桜[4]